# Triklopyr
Triklopyr (anglicky triclopyr) je toxická látka, podle některých zdrojů však málo toxická pro savce. Triklopyr je poměrně netoxický pro půdní mikroorganismy. Je rovněž málo toxický pro vodní organismy a lehce toxický pro savce. Podle některých zdrojů se v savcích a vodních organismech se dlouhodobě neakumuluje, podle jiných se lehce akumuluje (v chovaném dobytku), není perzistentní. Podle jedné ze studií 42% zbytků triklopyru se rozkládá po šesti dnech, dalších 72% po 28 dnech a dalších 98% zbytků po 365 dnech od ošetření. Na slunci se velmi rychle rozkládá účinkem UV paprsků, poločas rozkladu je méně než 1 den. Půdními mikroorganismy je rozkládán s průměrným poločasem 46 dní na 3,5,6-trichlor-2-pyridinol, který je dále rozložen na oxid uhličitý a organickou hmotu (rozkládá se během 30- 45 dní), je ale udáváno i 90 dní. Jeho rozklad v přírodě bez přístupu světla je pomalý, je udáváno 138 dnů.
Je známo teoretické riziko vzniku dioxinů při spalování rostlin se zbytky triklopyru.
Přijatelné množství je uváděno 0,03 mg/kg tělesné hmotnosti a den. Z pohledu ekotoxikologie je triklopyr bezpečný herbicid. Špatně se vstřebává pokožkou, nebezpečný je při nadýchání a pozření. U zvířat způsobuje rakovinné bujení, je rovněž podezřelý z karcinogenity u lidí. Podle americké organizace EPA není klasifikován s ohledem na rizika karcinogenního bujení. Podle výrobce Dowagro vyplývá z dlouhodobých studií na zvířatech, že nezpůsobuje rakovinu. Není známo specifické antidotum. Akutní letální toxicita u člověka je uváděna 630 – 1850 mg/kg váhy.